# 富貴晴美
富貴 晴美（ふうき はるみ、1985年6月4日 - ）は、日本の作曲家、ピアニスト。株式会社インスパイア・ホールディングス所属。大阪府堺市出身、東京都在住。国立音楽大学作曲科を首席で卒業。同大学院修了。

## プロフィール
クラシックからロック、ジャズまでジャンルが幅広い。ピアニストや音楽番組のMC、母校・国立音楽大学の講師など多様な活動をしている。
作曲家としては、映画音楽、ドラマ、CM、アニメーションなどの音楽やアーティストへの楽曲提供、作曲や編曲を手がける。オーケストラを用いた派手な曲から、繊細な音で心情を表すなど、弦楽器・管楽器・鍵盤楽器の音色を巧みに用いて、印象に残るメロディーなど、親しみやすい楽曲を作っているシンセサイザーや打ち込みの音作りから全て本人が行っており、学生時代は1日8本の映画を毎日観ていたというほどの映画好き、とインタビューで語られている。現代音楽の作曲やコンサートにも力を入れている。
第36回日本アカデミー賞優秀音楽賞（『わが母の記』）を最年少で受賞。第39回（『日本のいちばん長い日』）、第41回（『関ヶ原』）日本アカデミー賞優秀音楽賞を3度受賞している。
通年放送の歴代大河ドラマ史上最年少で『西郷どん』の音楽を担当。
劇団四季史上最大のオリジナルミュージカル『バケモノの子』『ゴースト&レディ』の音楽を担当。

## 主な作品

### テレビドラマ音楽
- 日曜劇場 SCANDAL（2008年、TBS）
- 非婚同盟（2009年、東海テレビ・フジテレビ系列）
- 嵐がくれたもの（2009年、東海テレビ・フジテレビ系列）
- 新・美味しんぼ3 海原雄山VS究極七人のサムライ!（2009年、フジテレビ）
- 明日の光をつかめシリーズ（東海テレビ・フジテレビ系列）
  1. 明日の光をつかめ（2010年）
  2. 明日の光をつかめ2（2011年）
  3. 明日の光をつかめ -2013 夏- （2013年）
- 花嫁のれんシリーズ（東海テレビ・フジテレビ系列）
  1. 花嫁のれん（2010年）
  2. 花嫁のれん2（2011年）
  3. 花嫁のれん3（2014年）
  4. 花嫁のれん4（2015年）
- 初秋（2011年、〈CBC開局60周年記念スペシャル〉TBS）
- シングルマザーズ（2012年、NHK）
- モメる門には福きたる（2013年、東海テレビ・フジテレビ系列）
- 縁側刑事シリーズ（TBS）
  1. 縁側刑事（2013年）
  2. 縁側刑事2（2015年）
- 月に祈るピエロ（2013年、中部日本放送制作・TBS系列）
- 金曜ドラマ 夜のせんせい（2014年、TBS）
- 月に行く舟（2014年、CBCテレビ制作・TBS系列）
- 連続テレビ小説 マッサン（2014年、NHK）
- 三つの月（2015年、CBCテレビ制作・TBS系列）
- 嵐の涙〜私たちに明日はある〜（2016年、東海テレビ・フジテレビ系列）
- 舞え!KAGURA姫（2016年、NHK BSプレミアム）
- グ・ラ・メ!〜総理の料理番〜（2016年、テレビ朝日）
- ハートロス 〜虹にふれたい女たち〜（2016年、CBCテレビ制作・TBS系列）
- お母さん、娘をやめていいですか?（2017年、NHK）
- 絆〜走れ奇跡の子馬〜（2017年3月23日・3月24日、NHK）
- さくらの親子丼シリーズ（東海テレビ・フジテレビ系列）
  1. さくらの親子丼（2017年）
  2. さくらの親子丼2（2018年）
  3. さくらの親子丼3（2020年）
- スペシャルドラマ それでも恋する（2018年10月6日、CBC制作・TBS系列）
- ハゲタカ（2018年、テレビ朝日）
- 大河ドラマ 西郷どん（2018年、NHK）
- 僕の初恋をキミに捧ぐ（2019年、テレビ朝日）
- 隕石家族（2020年、東海テレビ・フジテレビ系列）
- セイレーンの懺悔 (2020年、WOWOW）
- 消えた初恋（2021年、テレビ朝日）
- 二十四の瞳（2022年、NHK）
- 連続テレビ小説 舞いあがれ！（2022年、NHK）[1]
- 沼る。港区女子高生（2023年、日本テレビ）
- おもかげ（2023年、NHK）
- それってパクリじゃないですか? （2023年、日本テレビ）
- 十角館の殺人（2024年、Hulu）
- 白暮のクロニクル（2024年、WOWOW）
- ミス・ターゲット（2024年、朝日放送テレビ）
- Shrink（シュリンク）～精神科医ヨワイ～（2024年、NHK）
- 龍が如く〜Beyond the Game〜（2024年、Amazon Prime Video）
- 時計館の殺人（2026年、Hulu）

### TVアニメ・劇場アニメ音楽
- 百日紅 〜Miss HOKUSAI〜（監督：原恵一）（2015年）
- ピアノの森（NHK）
  1. 第1シリーズ（2018年）
  2. 第2シリーズ （2019年）
- ツルネ -風舞高校弓道部-（2019年、NHK）
- バースデー・ワンダーランド（監督：原恵一）（2019年）
- デジモンアドベンチャー LAST EVOLUTION 絆（監督：田口智久）（2020年）
- 鹿の王 ユナと約束の旅（監督：安藤雅司、宮地昌幸）（2022年）
- 新米錬金術師の店舗経営（2022年）
- 夏へのトンネル、さよならの出口（監督：田口智久）（2022年）
- かがみの孤城（監督：原恵一）（2022年）
- デジモンアドベンチャー 02 THE BEGINNING（監督：田口智久）（2023年）
- 一瞬で治療していたのに役立たずと追放された天才治癒師、闇ヒーラーとして楽しく生きる（2025年）

### 映画音楽
- 審理（監督：原田昌樹）（2008年）
- 山のあなた〜徳市の恋〜（監督：石井克人）（2008年）
- 余命（監督：生野慈朗）（2009年）
- 京都太秦物語（監督：山田洋次・阿部勉）（2010年）
- 曇天クラッシュ（監督：高橋康進）（2011年）
- わが母の記（監督：原田眞人）（2012年公開・モントリオール世界映画祭審査員特別グランプリ受賞）
- はじまりのみち（監督：原恵一）（2013年）
- RETURN ハードバージョン（監督：原田眞人）（2013年）
- くじけないで（監督：深川栄洋）（2013年）
- 駆込み女と駆出し男（監督：原田眞人）（2015年）
- 日本のいちばん長い日（監督：原田眞人）（2015年）
- ゾウを撫でる（監督：佐々部清）（2017年）
- きょうのキラ君（監督：川村泰祐）（2017年）
- シネマ歌舞伎・東海道中膝栗毛 （監督：浜本正機）（2017年）
- 関ヶ原（監督：原田眞人）（2017年）
- 嘘八百（監督：武正晴）（2018年）
  - 嘘八百2 〜京町ロワイヤル〜（監督：武正晴）（2020年）
  - 嘘八百3 〜なにわ夢の陣〜（監督：武正晴）（2023年）
- 嘘を愛する女（監督：中江和仁）（2018年）
- 不能犯（監督：白石晃士）（2018年）
- 検察側の罪人（監督：原田眞人）（2018年）
- 食べる女（監督：生野慈朗）（2018年）
- かぞくいろ RAILWAYS わたしたちの出発（監督：吉田康弘）（2018年）
- こんな夜更けにバナナかよ 愛しき実話（監督：前田哲）（2018年）
- 地獄少女（監督：白石晃士）（2019年）
- ホテルローヤル（監督：武正晴）（2020年）
- 大綱引きの恋（監督：佐々部清）（2021年）
- 老後の資金がありません!（監督：前田哲）（2021年）
- 総理の夫（監督：河合勇人）（2021年）
- そして、バトンは渡された（監督：前田哲）（2021年）
- 君が落とした青空（監督：Yuki Saito）（2022年）
- 親のお金は誰のもの 法定相続人（監督：田中光敏）（2023年）
- 言えない秘密（監督：河合勇人）（2024年）
- 九十歳。何がめでたい（監督：前田哲）（2024年）
- アイミタガイ（監督：草野翔吾）（2024年）
- 火喰い鳥を、喰う（監督：本木克英）（2025年）
- 盤上の向日葵（監督：熊澤尚人）（2025年）
- ストロベリームーン 余命半年の恋（監督：酒井麻衣）（2025年）

### CM音楽
- 大塚製薬・カロリーメイト「Mate」篇
- ガンホー・パズル&ドラゴンズ「転校生」篇、「冬の青春」篇（アニメーション）
- 長崎バス 「オープニング」篇、「南越のふたり」篇、「神ノ島の人々」篇（監督：役所広司）
- WOWOW「私のヒーロー」篇
- 伊藤園・お〜いお茶「お〜い、日本の春」篇
- サントリー・「なっちゃん」
- メナード化粧品
- キリンビバレッジ・「午後の紅茶」
- ネスレ・「ネスカフェ 香味焙煎」
- ソニー
- ユニ・チャーム
- 花王・「クイックルハンディー」、「キッチンハイター」、「ケープ」
- オリエンタルランド・「ディズニーランド」
- ネクソン
- セガトイズ
- 小学館
- バンダイ
- リクルート
- 共同募金・「赤い羽」
- 京楽産業.
- 旭硝子
- 日本損害保険協会
- 三井信託銀行
- ソニー生命保険
- オリンパス
- モランボン
- 朝日新聞出版

### 楽曲提供
- サラ・オレイン
  - 「Little Doll」（作曲・編曲）- ドラマ『お母さん、娘をやめていいですか?』主題歌
  - 「涙のアリア」（編曲）- ドラマ『新・牡丹と薔薇』主題歌
  - 「Sky's Calling」（編曲）- フジテレビ「空旅をあなたへ」テーマ曲
  - 「Venetian Glass」（編曲）
  - 「いのり feat. Toshiaki Matsumoto」（編曲）
- 城南海
  - 「ボーンフィッシュ」（作詞・作曲）
  - 「西郷どん紀行～奄美大島・沖永良部島編～」（作曲）/作詞 城南海 /ピアノ山下洋輔 - 大河ドラマ『西郷どん』大河紀行
  - 「愛加那」（作曲・編曲）/作詞 城南海 - 大河ドラマ『西郷どん』劇中歌
  - 「愛、奏でて」（作曲）/作詞 城南海 /三味線 城南海
- 小倉優子「スキ☆メロ」（作曲・編曲）/作詞 大宮エリー
- 堀江由衣「スイーツはいかが？」（作曲・編曲）/作詞 森由里子 - アニメ『ゼロの使い魔』キャラクターソング
- 池田綾子「まっすぐな心」（作曲・編曲） - 映画『はじまりのみち』 エンドロール曲
- 杉原由規奈「MOMOファンタジー」（作曲・編曲）/作詞 富貴晴美 - ドラマ『明日の光をつかめ2』劇中歌

### 舞台音楽
- ミュージカル『スヌーピーのトレジャーハント』ユニバーサル・スタジオ・ジャパン 音楽担当
- ミュージカル『忍たま乱太郎 予算会議でもめてます』音楽担当（2011年1月- / 7月-）
- ミュージカル『ロック・ザ・フィガロ』音楽担当（2013年4月 - ）
- 人形劇『ピンクのドラゴン』音楽担当 人形劇団プーク（2014年 - ）
- 演劇『如月の華』音楽担当 前進座（2014年 - ）
- 人形劇『エルマーのぼうけん』音楽担当 人形劇団プーク（2018年 - ）
- 劇団四季ミュージカル『バケモノの子』音楽担当 （2022年 - ）
- 人形劇『ねこはしる』音楽担当 人形劇団プーク（2023年 - ）
- 人形劇『エルマーとりゅう』音楽担当 人形劇団プーク（2023年 - ）
- 劇団四季ミュージカル『ゴースト&レディ』音楽担当 （2024年 - ）
- オペラ『みづち』音楽担当 （2025年 - ）
- ミュージカル『PandoraHearts』音楽担当 （2025年 - ）

### テーマ音楽
- NHK 「みんなのうた」オープニング曲
- ソラシドエア イメージソング「羽ばたけ笑顔」（機内Boarding Music）
- NHK 「クラシック音楽館」オープニング曲
- 西部航空方面隊創設60周年記念委嘱作品「スカイストラット」
- 英理女子学院高等学校「英理女子学院高等学校  校歌」
- 日本橋三越本店『開店音楽「ようこそ！まごころの森へ」』、『閉店音楽「いつもここでお待ちしております」』
- 小田急箱根グループ「開通60周年『箱根ゴールデンコース』テーマ曲『HAKONECTION』」
- NHK長崎 「ぎゅっと！長崎」「ぎゅぎゅっと！長崎」ニュース番組の音楽

### ラジオ・ショートフィルム音楽
- NHK-FMシアター『お顔』 音楽担当
- NHK-ABUアジア子どもドラマシリーズ2014『リトル・サムライ』 音楽担当
- 『糸電話』ショートフィルム（監督：中江和仁）
- 『ゾウを撫でる』ショートフィルム（監督：佐々部清）

### 純音楽
- 「太陽を背負う月」チェロとクラリネットの為に （第26回現音作曲新人賞 第1位）
- 「空が落ちる」弦楽四重奏の為に （ロリエ弦楽四重奏団委嘱作品）
- 「Luminous Flux」十七絃箏の為に （吉澤延隆委嘱作品）
- オーケストラ曲「Exonshuffling」（有馬賞受賞）
- オーケストラ曲「Gene transfer」
- 「わたしは光をにぎっている」ソプラノ、ギター、クラリネット、ヴァイオリン、コントラバスの為に
- 「探しもとめるその先に」フルートソロの為に
- 室内オーケストラ組曲「高慢と偏見」
- 組曲「Quo Vadis」

## 受賞歴
- 第26回現音作曲新人賞 第1位
- 第36回日本アカデミー賞 優秀音楽賞（『わが母の記』）[2]
- 第39回日本アカデミー賞優秀音楽賞（『日本のいちばん長い日』）[3]
- 第41回日本アカデミー賞 優秀音楽賞（『関ヶ原』）
- Musical Awards TOKYO 2024 グランプリ作曲賞（『ゴースト&レディ』）
- 第16 回東京国際室内楽作曲コンクール 入選
- TIAA全日本作曲コンクール 入選
- パーカッションミュージアムコンクール 第2位

## テレビ・ラジオ出演・雑誌
- ZIP!（2014年4月7日、日本テレビ）
- あなたが主役 50ボイス〜マッサンボイス〜（2014年9月23日、NHK総合）
- RET'S PRESS（2014年10月号表紙）
- NHKウィークリーステラ（2014年11月14日号）
- 月刊 ピアノ（2014年12月号）
- 週刊文春（2015年1月15日号）
- 北の音楽隊〜音楽で結ばれた仲間たち〜（2015年1月31日、NHK総合）
- 『マッサン』ファンミーティング（2015年2月8日、NHK総合）
- CDジャーナル（2015年3月号）
- 札響×NHK 名曲と歌のシンフォニー 10代とつくるコンサート（MC担当）（2016年3月6日、NHK総合）
- TOKYO-FM『五線譜の解体新書』（2017年8月13日）
- 関ジャム 完全燃SHOW（2017年11月5日、テレビ朝日）
- NHK-FM『純喫茶"SEGODON"』（2018年1月2日）
- NHKラジオ第一『すっぴん!』 (2018年1月16日)
- TOKYO-FM『Peace of Mind 土曜の朝のサラ・オレイン』（2018年3月17日）
- NHK総合『土曜スタジオパーク』 (2018年5月12日)
- フジテレビ『1Hセンス』 (2022年12月11日)
- NHK総合『うたコン』（2023年3月14日）
- NHK Eテレ『クラシックTV』（2023年9月14日）
- NHK-FM『ウエンツ瑛士×甲斐翔真の妄想ミュージカル研究所』（2024年12月23日）

## コンサート
- NHK教育テレビ『札響＆NHKウィンターコンサート 名曲への誘い』（2010年、札幌コンサートホールKitara大ホール）
- 『北の音楽隊〜親子でクラシック体験！〜』（2013年、鷹栖町B＆G海洋センター）
- 『札幌交響楽団×NHK 北海道「北の音楽隊 余市町へ!」』(2014年、余市町中央公民館)
- 『マッサン』ファンミーティング（2015年、NHK大阪ホール）
- 『マッサン』ファン感謝祭in札幌（2015年、札幌市民ホール）
- “マッサン” テーマソング LIVE （2015年、NHK札幌放送局第2スタジオ）
- 第66回さっぽろ雪まつりNHKゆきんこフェスタ（2015年、J:COMひろばステージ）
- 竹鶴政孝とリタ展―ウイスキーにかけた夫婦の夢―（2015年、あべのハルカス近鉄本店）
- アイラブアイルランド・フェスティバル「マッサン特集」（2015年、代々木公園メインステージ）
- アイラブアイルランド・フェスティバル「西郷どん特集」（2018年、代々木公園メインステージ）

## ディスコグラフィ

### サウンドトラック
|    | リリース日     | タイトル                                                  | レーベル                    | 詳細                                                            |
| 1  | 2008年12月3日  | 日曜劇場「SCANDAL」                                       | HARBOR RECORDS              |                                                                 |
| 2  | 2009年10月14日 | 嵐がくれたもの                                            | EMI MUSIC                   |                                                                 |
| 3  | 2010年8月9日   | 明日の光をつかめ                                          | EMI MUSIC                   |                                                                 |
| 4  | 2010年12月8日  | 花嫁のれん                                                | 日本クラウン                |                                                                 |
| 5  | 2011年8月10日  | 明日の光をつかめ2                                         | ユニバーサルミュージック    |                                                                 |
| 6  | 2012年4月18日  | 映画「わが母の記」                                        | SHOCHIKU MUSIC PUBLISHING   |                                                                 |
| 7  | 2012年5月16日  | CBC開局60周年スペシャルドラマ『初秋』                     | SHOCHIKU MUSIC PUBLISHING   |                                                                 |
| 8  | 2012年11月18日 | NHKドラマ10 『シングルマザーズ』                          | スザクミュージック          |                                                                 |
| 9  | 2013年3月20日  | モメる門には福きたる                                      | ユニバーサルミュージック    |                                                                 |
| 10 | 2013年6月5日   | 映画「はじまりのみち」                                    | SHOCHIKU MUSIC PUBLISHING   | 映画『はじまりのみち』よりエンドロール曲「まっすぐな心」1曲のみ |
| 11 | 2013年7月30日  | 明日の光をつかめ BEST                                     | GABABON RECORDS             | シリーズ1、2、-2013夏-の楽曲が入ったBEST盤                      |
| 12 | 2013年12月4日  | 映画「くじけないで」                                      | SHOCHIKU MUSIC PUBLISHING   |                                                                 |
| 13 | 2014年3月5日   | 金曜ドラマ「夜のせんせい」                                | SMD itaku                   |                                                                 |
| 14 | 2014年12月10日 | NHK連続テレビ小説「マッサン」                             | YAMAHA MUSIC COMMUNICATIONS |                                                                 |
| 15 | 2015年2月18日  | NHK連続テレビ小説「マッサン2」-北海道・余市編-            | YAMAHA MUSIC COMMUNICATIONS |                                                                 |
| 16 | 2015年2月18日  | NHK連続テレビ小説「マッサン ボーナストラック集」          | YAMAHA MUSIC COMMUNICATIONS |                                                                 |
| 17 | 2015年5月13日  | 映画「駆込み女と駆出し男」                                | SHOCHIKU MUSIC PUBLISHING   |                                                                 |
| 18 | 2015年6月22日  | 映画「百日紅〜Miss HOKUSAI〜」                            | GABABON RECORDS             |                                                                 |
| 19 | 2015年8月5日   | 映画「日本のいちばん長い日」                              | SHOCHIKU MUSIC PUBLISHING   |                                                                 |
| 20 | 2017年1月13日  | Little Doll                                               | Universal Music LLC         | NHKドラマ10『お母さん、娘をやめていいですか？』主題歌           |
| 21 | 2017年2月22日  | NHKドラマ10「お母さん、娘をやめていいですか？」           | スザクミュージック          |                                                                 |
| 22 | 2017年8月16日  | 映画「関ヶ原」                                            | Rambling RECORDS            |                                                                 |
| 23 | 2018年1月17日  | 映画「嘘を愛する女」                                      | Rambling RECORDS            |                                                                 |
| 24 | 2018年1月31日  | 映画「不能犯」                                            | avex CLASSICS               |                                                                 |
| 25 | 2018年2月21日  | 大河ドラマ「西郷どん」〜薩摩篇〜                          | avex CLASSICS               |                                                                 |
| 26 | 2018年8月8日   | 大河ドラマ「西郷どん」2〜江戸篇・奄美大島・沖永良部島篇〜 | avex CLASSICS               |                                                                 |
| 27 | 2018年9月12日  | 映画「食べる女」                                          | SPACE SHOWER MUSIC          |                                                                 |
| 28 | 2018年10月10日 | 大河ドラマ「西郷どん」3 〜革命篇〜                        | avex CLASSICS               |                                                                 |
| 29 | 2018年10月17日 | ハゲタカ                                                  | バップ                      |                                                                 |
| 30 | 2018年11月21日 | 映画「かぞくいろ -RAILWAYS わたしたちの出発」             | SHOCHIKU MUSIC PUBLISHING   |                                                                 |
| 31 | 2018年11月28日 | 大河ドラマ「西郷どん」THE BEST 〜明治・西南戦争篇〜       | avex CLASSICS               |                                                                 |
| 32 | 2018年12月26日 | 映画「こんな夜更けにバナナかよ 愛しき実話」               | SMM itaku                   |                                                                 |
| 33 | 2019年1月16日  | TVアニメ『 ツルネ ―風舞高校弓道部―』                      | ランティス                  |                                                                 |
| 34 | 2019年3月6日   | テレビ朝日系土曜ナイトドラマ「僕の初恋をキミに捧ぐ」      | バップ                      |                                                                 |
| 35 | 2019年3月20日  | TVアニメ「ピアノの森」音楽集                              | 日本コロムビア              |                                                                 |
| 36 | 2019年4月24日  | 映画「バースデー・ワンダーランド」                        | アニプレックス              |                                                                 |
| 37 | 2020年7月29日  | 映画「デジモンアドベンチャー LAST EVOLUTION 絆」          | FEEL MEE                    |                                                                 |
| 38 | 2021年9月15日  | 映画「総理の夫」                                          | Rambling RECORDS            |                                                                 |
| 39 | 2021年10月27日 | 映画「老後の資金がありません」                            | SMM itaku (music)           |                                                                 |
| 40 | 2021年10月27日 | 映画「そして、バトンは渡された」                          | バップ                      |                                                                 |
| 41 | 2021年12月15日 | テレビ朝日ドラマ「消えた初恋」                            | バップ                      |                                                                 |
| 42 | 2022年2月4日   | 映画「鹿の王」                                            | Rambling RECORDS            |                                                                 |
| 43 | 2022年2月15日  | 映画「君が落とした青空」                                  | Rambling RECORDS            |                                                                 |
| 44 | 2022年7月13日  | 劇団四季ミュージカル「バケモノの子」                      | 劇団四季                    |                                                                 |
| 45 | 2022年9月21日  | 映画「夏へのトンネル、さよならの出口」                    | ポニーキャニオン            |                                                                 |
| 46 | 2022年11月23日 | NHK連続テレビ小説「舞いあがれ！」                         | コロムビア・マーケティング  |                                                                 |
| 47 | 2022年11月30日 | TVアニメ「新米錬金術師の店舗経営」                        | コロムビア・マーケティング  |                                                                 |
| 48 | 2022年12月21日 | 映画「かがみの孤城」                                      | SMM itaku                   |                                                                 |
| 49 | 2022年12月23日 | 映画「嘘八百」                                            | Rambling RECORDS            |                                                                 |
| 50 | 2023年2月22日  | NHK連続テレビ小説「舞いあがれ！２」                       | コロムビア・マーケティング  |                                                                 |
| 51 | 2023年6月14日  | それってパクリじゃないですか？                            | バップ                      |                                                                 |
| 52 | 2024年6月3日   | 白暮のクロニクルVol.1&Vol.2                               | WOWOW Entertainment, Inc    |                                                                 |
| 53 | 2024年6月12日  | ミス・ターゲット                                          | ポニーキャニオン            |                                                                 |
| 54 | 2024年6月19日  | 映画「九十歳。何がめでたい」                              | SMM itaku (music)           |                                                                 |
| 55 | 2024年6月26日  | 映画「言えない秘密」                                      | コロムビア・マーケティング  |                                                                 |
| 56 | 2024年8月7日   | 劇団四季「ゴースト&レディ」                               | 劇団四季                    |                                                                 |